# Coucher avec l'ennemi
Coucher avec l'ennemi (France) ou La Grande Adoption (Québec) (Sleeping with the Enemy) est le 3e épisode de la saison 16 de la série télévisée d'animation Les Simpson.

## Synopsis
Lisa Simpson est complexée par son apparence car les filles à l'école se moquent d'elle sans arrêt. Elle décide donc de faire un régime draconien. Bart a une note de 100 à un test et ses parents ont promis de lui organiser une fête. Marge fait tout pour que la fête soit belle mais Bart vit la pire fête de sa vie. Marge se rend compte que les enfants grandissent vite et qu'ils sont moins dépendants d'elle qu'avant.
Alors qu'elle était au parc avec Maggie, Marge fait la rencontre de Nelson Muntz qui pêche les têtards d'une fontaine pour se nourrir. Elle décide de lui offrir le repas qu'elle avait préparé pour Lisa, mais que cette dernière, devenue anorexique a refusé. Puis elle l'emmène au zoo, chose que ses enfants avaient refusé. Marge découvre que Nelson est un garçon seul et malheureux : il vit dans un taudis, son père a disparu et sa mère mène une vie de débauche.
Petit à petit, Marge reporte son amour maternel dont ses enfants ne veulent plus sur Nelson. Quand sa mère l'abandonne pour tenter sa chance à Hollywood, Marge le recueille. Nelson mène la vie dure à Bart : il prend son lit et le force à accepter le maternage de sa mère. Il résout les complexes de Lisa sur son poids en jouant des sales tours aux petites pestes qui s'acharnent sur elle.
Cependant Bart finit par retrouver le père de Nelson, prisonnier d'un zoo à cause d'une allergie à l'arachide qui lui donnait une apparence monstrueuse. Sa mère fait aussi son retour, ayant obtenu un rôle avec le troisième réalisateur avec qui elle a couché. La famille se recompose et retourne chez elle.